# ウィルミントン・ハンマーヘッズFC
ウィルミントン・ハンマーヘッズFC (英語: Wilmington Hammerheads FC) はアメリカ合衆国・ノースカロライナ州ウィルミントンに本拠地を置いていたセミプロのサッカークラブ。1996年に設立され、2017年に解散した。

## 歴史
1996年設立。2002年にUSL D-3プロ・リーグ・南地区でカンファレンス初優勝を果たすと、翌2003年にリーグ初制覇を達成した。また同年のUSオープンカップではメジャーリーグサッカーのダラス・バーン（現FCダラス）を4-1で撃破する番狂わせを起こし、衝撃を与えた。
チームは2010年に休止状態になり、翌2011年にUSLプロリーグに戻った。
2016年9月29日にプレミアデベロップメントリーグ（現USLリーグ2）に降格。2017年シーズン終了後、チームは解散した。現在、「ウィルミントンハマーヘッズユースFC」という名前でユースのサッカーアカデミーとして活動している。

## タイトル
- USL D-3プロ・リーグ・サザン: 2001, 2002
- USLセカンド・ディビジョン・レギュラーシーズン: 2009
- USLプロ・セレクト・リーグ: 2003

## 歴代所属選手
- マーク＝アンソニー・ケイ 2014
- ダニエル・ロヴィッツ
- トミー・マクナマラ 2015
- クリスティアン・バソゴグ 2015
- リアム・ミラー 2016